# North West Arm (vik i Kanada, Nova Scotia)
North West Arm är en vik i Kanada.   Den ligger i provinsen Nova Scotia, i den östra delen av landet, 1 200 km öster om huvudstaden Ottawa.
I omgivningarna runt North West Arm växer i huvudsak blandskog. Runt North West Arm är det ganska glesbefolkat, med 34 invånare per kvadratkilometer.